# Pyrausta fragralis
Pyrausta fragralis là một loài bướm đêm trong họ Crambidae.